# Ptychomphaloidea
De Ptychomphaloidea zijn een superfamilie van uitgestorven weekdieren uit de klasse van de Gastropoda (slakken).

## Families
- Ptychomphalidae Wenz, 1938[1] †
- Rhaphistomellidae Bandel, 2009[2] †